# Summit (Oklahoma)
Summit – miasto w Stanach Zjednoczonych, w stanie Oklahoma, w hrabstwie Muskogee.